# Штрякин, Матвей Иванович
 Матве́й Ива́нович Штря́кин  (27 декабря 1915 — 23 апреля 1990) — командир звена 810-го штурмового Режицкого авиационного полка (225-я штурмовая авиационная дивизия, 11-й смешанный авиационный корпус, 15-я воздушная армия, 2-й Прибалтийский фронт). Майор. Герой Советского Союза.

## Биография
Родился 27 декабря 1915 года в селе Лубяники в крестьянской семье. Окончил 7 классов. В 1935 году окончил двухгодичные курсы учителей. Работал счетоводом в Лубяникском сельпо. В 1937 году был призван в РККА Спасским РВК Рязанской области. Служил в городах Брянске, Орше, с 1939 года — в Лиде. До начала Великой Отечественной войны был переведён в войска ПВО в Ригу. Окончив школу младших авиаспециалистов, служил авиамехаником.

#### Великая Отечественная война
С первых дней войны до апреля 1942 года воевал на Северо-Западном фронте. Затем окончил Ивановскую военную школу лётчиков. С апреля 1944 года воевал в составе 810-го штурмового Режицкого авиационного полка на 2-м Прибалтийском, с 1 апреля 1945 года — на Ленинградском фронтах.
Лейтенант Штрякин к 30 июля 1944 года совершил 13 успешных боевых вылетов на самолёте Ил-2. Приказом командира 225-й штурмовой авиационной дивизии от 9 августа 1944 года награждён первым боевым орденом — Красной Звезды.
К 12 февраля 1945 года, начиная с апреля 1944 года, командир звена 810-го штурмового авиационного полка лейтенант Штрякин совершил 84 успешных боевых вылета на штурмовку живой силы, техники и объекты противника на самолёте Ил-2. За это время экипажем Штрякина было уничтожено 2 танка, 51 автомашина, 19 артиллерийских орудий, 26 подвод, 4 склада.
Указом Президиума Верховного Совета СССР от 18 августа 1945 года за образцовое выполнение боевых заданий командования на фронте борьбы с немецкими захватчиками и проявленные при этом отвагу и геройство лейтенанту Штрякину Матвею Ивановичу присвоено звание Героя Советского Союза с вручением ордена Ленина и медали «Золотая Звезда».
К концу войны заместитель командира авиаэскадрильи 810-го штурмового авиационного полка лейтенант Штрякин совершил 104 успешных боевых вылета на штурмовку живой силы и техники противника.

#### Послевоенное время
После войны продолжил службу в ВВС на территории Германии, Польши, в Латвии, служил в войсках ПВО города Москвы. В 1952 году окончил Краснодарскую высшую офицерскую авиационную школу штурманов. В 1958 году ушёл в запас в звании майора. С 1960 года жил в Рязани, работал в Железнодорожном райисполкоме.
Умер 23 апреля 1990 г., похоронен на Скорбященском кладбище г. Рязани.

## Награды
- Медаль «Золотая Звезда» (18.08.1945)[3][4];
- орден Ленина (18.08.1945);
- три ордена Красного Знамени (30.09.1944[7]; 19.02.1945[8]; 1945[5]);
- два ордена Отечественной войны I степени (19.12.1944[9]; 11.03.1985[10]);
- два ордена Красной Звезды (09.08.1944[2]; ?);
- медали.

## Память
В городе Касимов Рязанской области   установлен барельеф и увековечено имя на мемориале  Героям Советского Союза.